# Changiola
Changiola är ett släkte av insekter. Changiola ingår i familjen syrsor.
Kladogram enligt Catalogue of Life:
| Changiola | \| \| Changiola perakensis \| \| \| \| \| \| Changiola subita \| \| \| \| |
|           | \| \| Changiola perakensis \| \| \| \| \| \| Changiola subita \| \| \| \| |
|           | Changiola perakensis                                                      |
|           |                                                                           |
|           | Changiola subita                                                          |
|           |                                                                           |